# Er (Insel)
Er ist eine der indonesischen Kei-Inseln.

## Geographie
Er liegt nordwestlich von Kei Kecil. Östlich befindet sich die Insel Ngodan. Er gehört zum Distrikt (Kecamatan) Kecamatan Kei Kecil des Regierungsbezirks (Kabupaten) der Südostmolukken (Maluku Tenggara). Dieser gehört zur indonesischen Provinz Maluku.